# Memoriał Borislava Kosticia
Memoriał Borislava Kosticia – rozgrywany od roku 1964 we Vršacu międzynarodowy turniej szachowy poświęcony pamięci Borislava Kosticia, serbskiego arcymistrza. Po dwóch pierwszych edycjach (1964, 1965), w latach 1969–1989 memoriał rozgrywany był cyklicznie w odstępach dwuletnich, a w latach kolejnych (aż do 2006 r.) nie był organizowany. W 1981 r. w turnieju wystąpił były mistrz świata, Tigran Petrosjan. Trzykrotnie w memoriałach wystąpili polscy szachiści, odnosząc w nich sukcesy: w 1977 r. Włodzimierz Schmidt zajął trzecie, w 2006 Bartłomiej Macieja - drugie, a w 2008 Kamil Mitoń – dzielone trzecie miejsce.

## Zwycięzcy dotychczasowych turniejów
| Lp | Rok  | Zwycięzcy                                       |
| -- | ---- | ----------------------------------------------- |
| 1  | 1964 | Milan Matulović                                 |
| 2  | 1965 | Predrag Ostojić                                 |
| 3  | 1969 | Dragoljub Janošević                             |
| 4  | 1971 | Henrique Mecking                                |
| 5  | 1973 | Georgi Tringow, Bruno Parma                     |
| 6  | 1975 | Nino Kirow, Enver Bukić                         |
| 7  | 1977 | Jan Smejkal                                     |
| 8  | 1979 | Michael Stean                                   |
| 9  | 1981 | Gyula Sax                                       |
| 10 | 1983 | James Tarjan, Gieorgij Agzamow, Predrag Nikolić |
| 11 | 1985 | Dragoljub Velimirović                           |
| 12 | 1987 | Dragoljub Velimirović, Jaan Ehlvest             |
| 13 | 1989 | Ognjen Cvitan                                   |
| 14 | 2006 | Ivan Ivanišević                                 |
| 15 | 2008 | Stelios Chalkias, Nikola Sedlak                 |
| 16 | 2010 | Ivan Ivanišević, Aleksandar Kovacević           |
| 17 | 2012 | Dmitrij Swietuszkin                             |